# Liste der Baudenkmäler in Bischofsgrün
Auf dieser Seite sind die Baudenkmäler in der oberfränkischen Gemeinde Bischofsgrün zusammengestellt. Diese Tabelle ist eine Teilliste der Liste der Baudenkmäler in Bayern. Grundlage ist die Bayerische Denkmalliste, die auf Basis des Bayerischen Denkmalschutzgesetzes vom 1. Oktober 1973 erstmals erstellt wurde und seither durch das Bayerische Landesamt für Denkmalpflege geführt wird. Die folgenden Angaben ersetzen nicht die rechtsverbindliche Auskunft der Denkmalschutzbehörde.
 Diese Liste gibt den Fortschreibungsstand vom April 2022 wieder.

## Baudenkmäler nach Gemeindeteilen

### Bischofsgrün
| Lage                                | Objekt                                                  | Beschreibung | Akten-Nr.              | Bild                                                    |
| ----------------------------------- | ------------------------------------------------------- | --- | ---------------------- | ------------------------------------------------------- |
| Hauptstraße 5 (Standort)            | Pfarrhaus                                               | Eckhaus, zweigeschossiger Walmdachbau mit Sandsteingliederung, 1888 Einfriedungsmauer mit Sandstein-Portal, 1888 | D-4-72-121-6 Wikidata  | Pfarrhaus                                               |
| Hauptstraße 7 (Standort)            | Evangelisch-lutherische Pfarrkirche                     | Neugotische Hallenkirche Matthäuskirche mit eingezogenem Chor, der Turm mit Spitzhelm, 1889–91 nach Plänen von Bruno Specht; mit Ausstattung                                                                                                   | D-4-72-121-1 Wikidata  | weitere Bilder                                          |
| Hauptstraße, Kirchenring (Standort) | Kriegerdenkmal für die Gefallenen des Ersten Weltkriegs | Granitsäule mit ewiger Flamme, bezeichnet „1923“ von Hans Reissinger | D-4-72-121-8 Wikidata  | Kriegerdenkmal für die Gefallenen des Ersten Weltkriegs |
| Ochsenkopfstraße 34 (Standort)      | Vorstadtvilla                                           | Zweigeschossiger Krüppelwalmdachbau mit dreigeschossigem Mittelrisalit und Schwebgebinde, reiche Sandsteingliederung, bez. 1892, von Carl Wölfel; westliche eingeschossige Erweiterung 1912, Vergrößern und Aufstocken der Erweiterung um 1930 | D-4-72-121-12 Wikidata | weitere Bilder                                          |
| Ochsenkopfstraße 34 (Standort)      | Gartentor                                               | um 1910 | D-4-72-121-12 Wikidata | weitere Bilder                                          |
| Ochsenkopfstraße 34 (Standort)      | Pumpbrunnen                                             | im Garten, um 1910 | D-4-72-121-12 Wikidata | BW                                                      |

### Fröbershammer
| Lage                       | Objekt                       | Beschreibung | Akten-Nr.             | Bild                         |
| -------------------------- | ---------------------------- | --- | --------------------- | ---------------------------- |
| Fröbershammer 1 (Standort) | Ehemaliges Hammer-Herrenhaus | Zweigeschossiger Satteldachbau, mit einseitig abgewalmtem Dach, Sandsteinquaderbau, reiche Fassadengliederung, Portal mit gesprengtem Giebel, 1764–65 | D-4-72-121-2 Wikidata | Ehemaliges Hammer-Herrenhaus |

### Glasermühle
| Lage                     | Objekt        | Beschreibung                                                                             | Akten-Nr.             | Bild          |
| ------------------------ | ------------- | ---------------------------------------------------------------------------------------- | --------------------- | ------------- |
| Glasermühle 3 (Standort) | Mühle         | Zweigeschossiger Satteldachbau mit geohrten Fenster- und Türrahmungen, bezeichnet „1744“ | D-4-72-121-3 Wikidata | Mühle         |
| Weißer Main (Standort)   | Straßenbrücke | Granit, 19. Jahrhundert                                                                  | D-4-72-121-4 Wikidata | Straßenbrücke |